# Hylophilus olivaceus
Hylophilus olivaceus là một loài chim trong họ Vireonidae.